# Trato rubro-espinhal
O trato rubro-espinhal ou via rubro-espinhal é uma parte da via extrapiramidal e tem como função facilitar o impulso para movimento dos neurônios motores flexores e inibir o impulso para os neurônios motores extensores. Se origina na parte caudal do núcleo rubro, cruza pela Decussação Tegmental Ventral do Mesencéfalo, envia eferências ao núcleo olivar inferior e segue por medula espinhal pelo cordão lateral, encostado com o Trato corticoespinhal lateral, em seu trajeto descendente até as placas motoras flexoras e extensoras.
Tem a função oposta ao Trato vestíbulo-espinhal lateral, que facilita a extensão e inibe a flexão.